# 世界気候エネルギー首長誓約
世界気候エネルギー首長誓約（せかいきこうエネルギーしゅちょうせいやく、英: Global Covenant of Mayors for Climate & Energy）は、気候変動対策として、温室効果ガスの大幅削減、持続可能なエネルギーの推進、気候変動への適応を通じて、持続可能かつレジリエント（強靭）な地域社会の構築を目指す国際的な自治体ネットワークである。パリ協定の目標達成に地域から貢献することを目的とし、参加自治体の首長が誓約を表明し、具体的な行動計画を策定・実行する仕組みである。日本では「世界首長誓約/日本」として2018年に発足し、名古屋大学の大学院環境学研究科附属持続的共発展教育研究センターが地域事務局を務める。

## 概要
世界気候エネルギー首長誓約は、都市や自治体が気候変動対策を主導し、地域レベルでの持続可能な発展を推進することを目的とする。加盟自治体は、温室効果ガス排出量の削減目標（例：2030年までに40%削減）、気候変動への適応計画の策定、エネルギー効率の向上を約束する。これらの取り組みは、標準化された気候リスク分析や公開報告を通じて透明性が確保される。2025年時点で、世界120カ国以上、1万を超える都市が加盟し、人口10億人以上をカバーする世界最大の気候変動対策ネットワークとなっている。

## 歴史
本組織は、2008年に欧州連合が開始した「首長誓約」と、2014年に元ニューヨーク市長マイケル・ブルームバーグが主導した「市長の集まり（Compact of Mayors）」が2016年6月22日にブリュッセルで統合されて発足した。統合により、C40都市気候リーダーシップグループ、ICLEI、United Cities and Local Governments（UCLG）、国際連合人間居住計画（UN-Habitat）などの主要な国際組織と連携し、グローバルな気候変動対策を強化。潘基文元国連事務総長やアンヌ・イダルゴパリ市長らが設立に関与し、国際的な影響力を拡大した。
日本では、2018年に「世界首長誓約/日本」が設立され、名古屋大学の杉山範子教授が地域事務局長を務める。日本の自治体は、国の「脱炭素社会」政策や持続可能な開発目標（SDGs）に沿った取り組みを推進している。

## 日本の加盟状況
日本では、2018年に「世界首長誓約/日本」が設立され、名古屋大学の大学院環境学研究科附属持続的共発展教育研究センター（事務局長：杉山範子教授）が地域事務局を務める。2024年1月時点で、48自治体の首長が世界気候エネルギー首長誓約に署名している。これらの自治体は、以下の目標に取り組む：
- 2030年までに温室効果ガス排出量を40%削減（2013年比）。
- 2050年までに気候変動の影響に対応する適応計画の策定。
- 持続可能なエネルギーの利用促進とエネルギー効率の向上。

| 都道府県 | 自治体   | 加盟年                                       |
| -------- | -------- | -------------------------------------------- |
| 北海道   | ニセコ町 | 2018                                         |
| 群馬県   | 南牧村   | 2018                                         |
| 埼玉県   | 所沢市   | 2018                                         |
| 千葉県   | 木更津市 | 2018                                         |
| 東京都   | 東京都   | 2018                                         |
| 神奈川県 | 横浜市   | 2018                                         |
| 神奈川県 | 鎌倉市   | 2018                                         |
| 新潟県   | 新潟市   | 2018                                         |
| 新潟県   | 佐渡市   | 2022 สถานการณ์\| 富山県 \|\| 富山市 \|\| 2018 |
| 石川県   | 加賀市   | 2018                                         |
| 長野県   | 小布施町 | 2018                                         |
| 長野県   | 高山村   | 2018                                         |
| 長野県   | 松本市   | 2018                                         |
| 静岡県   | 三島市   | 2018                                         |
| 愛知県   | 岡崎市   | 2018                                         |
| 愛知県   | 豊橋市   | 2018                                         |
| 愛知県   | 豊田市   | 2018                                         |
| 愛知県   | 安城市   | 2018                                         |
| 愛知県   | 知立市   | 2018                                         |
| 愛知県   | みよし市 | 2018                                         |
| 滋賀県   | 大津市   | 2018                                         |
| 京都府   | 京都市   | 2018                                         |
| 京都府   | 与謝野町 | 2018                                         |
| 大阪府   | 豊中市   | 2018                                         |
| 兵庫県   | 加西市   | 2018                                         |
| 岡山県   | 岡山市   | 2018                                         |
| 広島県   | 広島市   | 2018                                         |
| 福岡県   | 北九州市 | 2018                                         |
| 福岡県   | 大木町   | 2018                                         |
| 福岡県   | 中間市   | 2018                                         |
| 長崎県   | 五島市   | 2018                                         |
| 大分県   | 宇佐市   | 2018                                         |

### 日本の取り組み例
- 横浜市：2050年カーボンニュートラルを目指し、再生可能エネルギー導入や省エネ建築を推進[5]。
- 京都市：気候変動適応計画として、都市緑化や洪水対策を強化[6]。
- ニセコ町：地域資源を活用したバイオマスエネルギー事業を展開[7]。
- 佐渡市：ネイチャーポジティブを推進し、脱炭素先行地域としての施策を展開[8]。

## 国際的な活動
世界気候エネルギー首長誓約は、加盟都市に対し、以下の具体的な行動を求めている：
- 排出削減計画：2030年までに温室効果ガスを40%削減（2013年比）、2050年までにネットゼロを目指す。
- 気候適応計画：気候変動による洪水、熱波、干ばつなどのリスクに対応する適応策の策定。
- データ公開：温室効果ガス排出量や気候リスクのデータを標準化された形式で公開し、透明性を確保。
- 地域協力：C40、ICLEI、UCLGなどのネットワークを通じて、都市間での知識共有や技術協力を行う。

国際的には、パリ市、ニューヨーク市、リオデジャネイロなどの主要都市がリーダーシップを発揮。2023年には、気候変動枠組条約（UNFCCC）会議（COP28）で、加盟都市の進捗報告が注目された。